# Barbara Trentham
Barbara Trentham (New York, 27 augustus 1944 – Chicago, 2 augustus 2013) was een Amerikaans model en actrice.
Trentham groeide op in Weston (Connecticut) en werd model voor meerdere tijdschriften. Ze kwam onder meer op de cover van Vogue.
Ze speelt in onder meer in de films The Possession of Joel Delaney (1972), Rollerball met Shirley MacLaine in 1975 en Sky Riders (1976). Ook was ze te zien in televisieseries als Star Maidens en A Man called Sloane.
Trentham had verkering met Jack Nicholson en Warren Beatty, maar trouwde in 1980 met komiek en acteur John Cleese. In 1990 scheidden zij. Model Camilla Cleese is hun dochter.
Uiteindelijk was zij drie keer gehuwd.
Ze overleed op 68-jarige leeftijd in het Northwestern Memorial Hospital in Chicago door complicaties bij leukemie. Ze is begraven in Lake Forrest (Illinois).